# Чаанд Раат
Чаанд Раат (досл. «Ніч місяця») — це культурний обряд Південної Азії напередодні свята Ід аль-Фітр; це також може означати ніч з новим Місяцем для нового ісламського місяця Шавваль. Чаанд Раат — це час святкування, коли сім'ї та друзі збираються на відкритому повітрі наприкінці останнього дня Рамадану, щоб побачити молодий Місяць, який сигналізує про прихід ісламського місяця Шавваль і дня Ід. Коли місяць видно, люди бажають один одному Ід Мубарак (Благословення дня Ід). Жінки та дівчата прикрашають свої руки мехенді (хною), а люди готують десерти на наступний день Ід і роблять останні покупки. Вулиці міст мають святковий вигляд, а яскраво прикрашені торгові центри та ринки працюють до пізньої ночі. Чаанд Раат урочисто й пристрасно святкується мусульманами (а іноді й немусульманами) по всій Південній Азії, а за соціально-культурним значенням його можна порівняти зі Святим Вечором.

## Етимологія

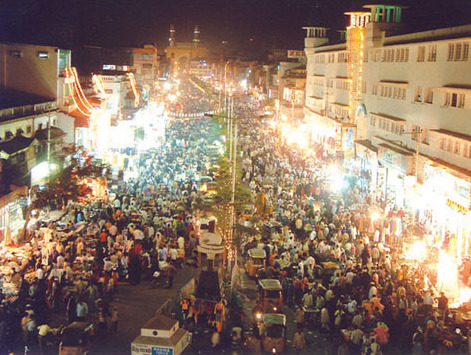
Святкування Чаанд Раат у Гайдарабаді, Індія

Термін походить від гіндустані chānd rāt гінді: चाँद रात, урду: چاند رات), що буквально перекладається як місячна ніч. Два слова в цьому терміні походять від санскритських слів candrá (चंद्र) — місяць і rā́tri (रात्रि) — ніч відповідно.

## Фон
Святкування Чаанд Раат відбуваються напередодні свята Ід уль-Фітр, яке відзначається 1 Шавваля. Зародилося у Південній Азії.
Початок ісламського місяця залежить від першого побачення місячного серпа, тому місяць Рамадан може складатися з 29 або 30 днів. Чаанд Раат відбувається того самого вечора, коли спостерігається перший молодий Місяць місяця Шавваль. Оскільки точний день Ід уль-Фітр залежить від спостереження за місяцем, Чаанд Раат часто вважається більш святковим в Ід уль-Фітр, ніж Ід уль-Адха, про який відомо заздалегідь.

## Святкування

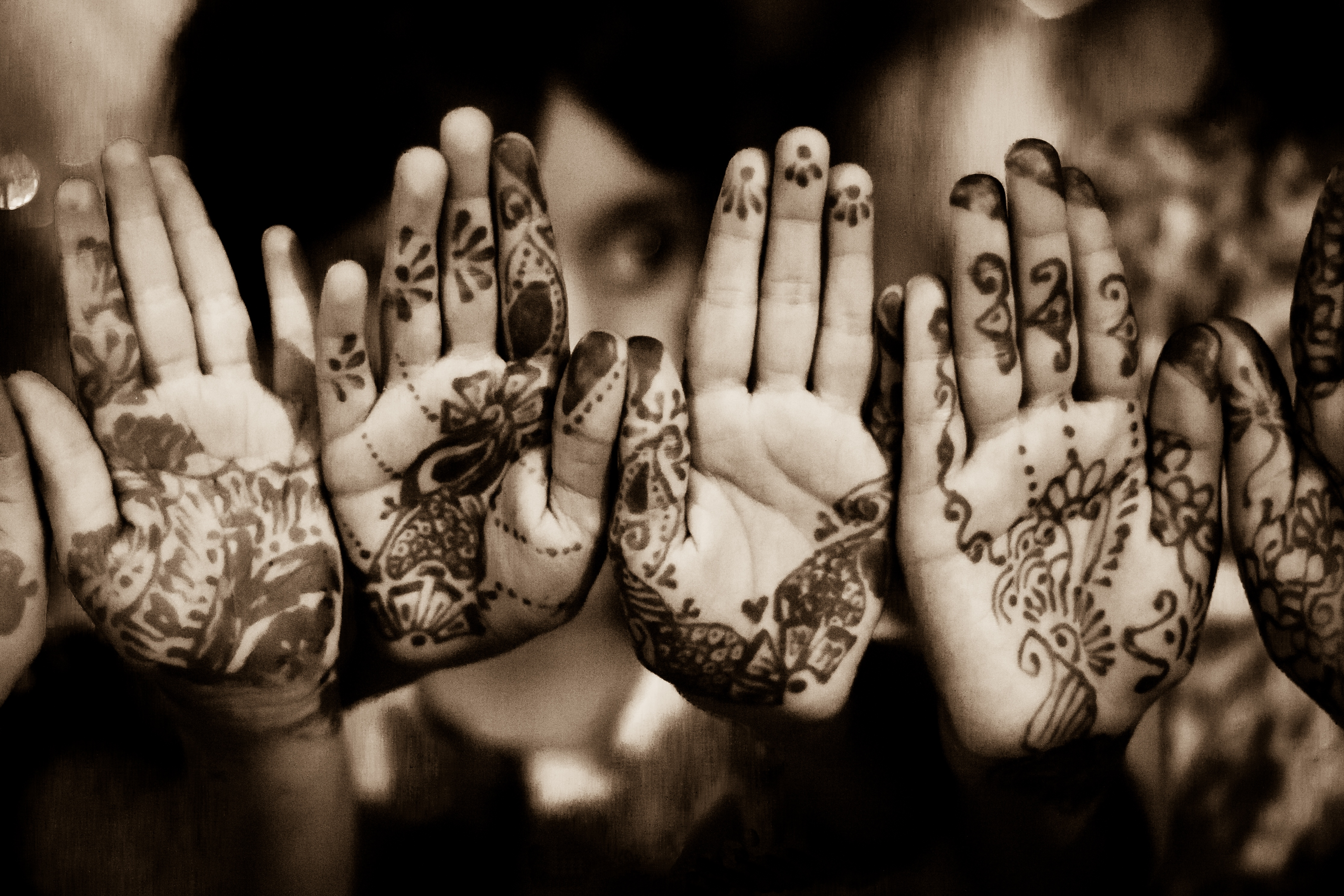
Руки, прикрашені Мехенді з нагоди свята Чаанд Раат

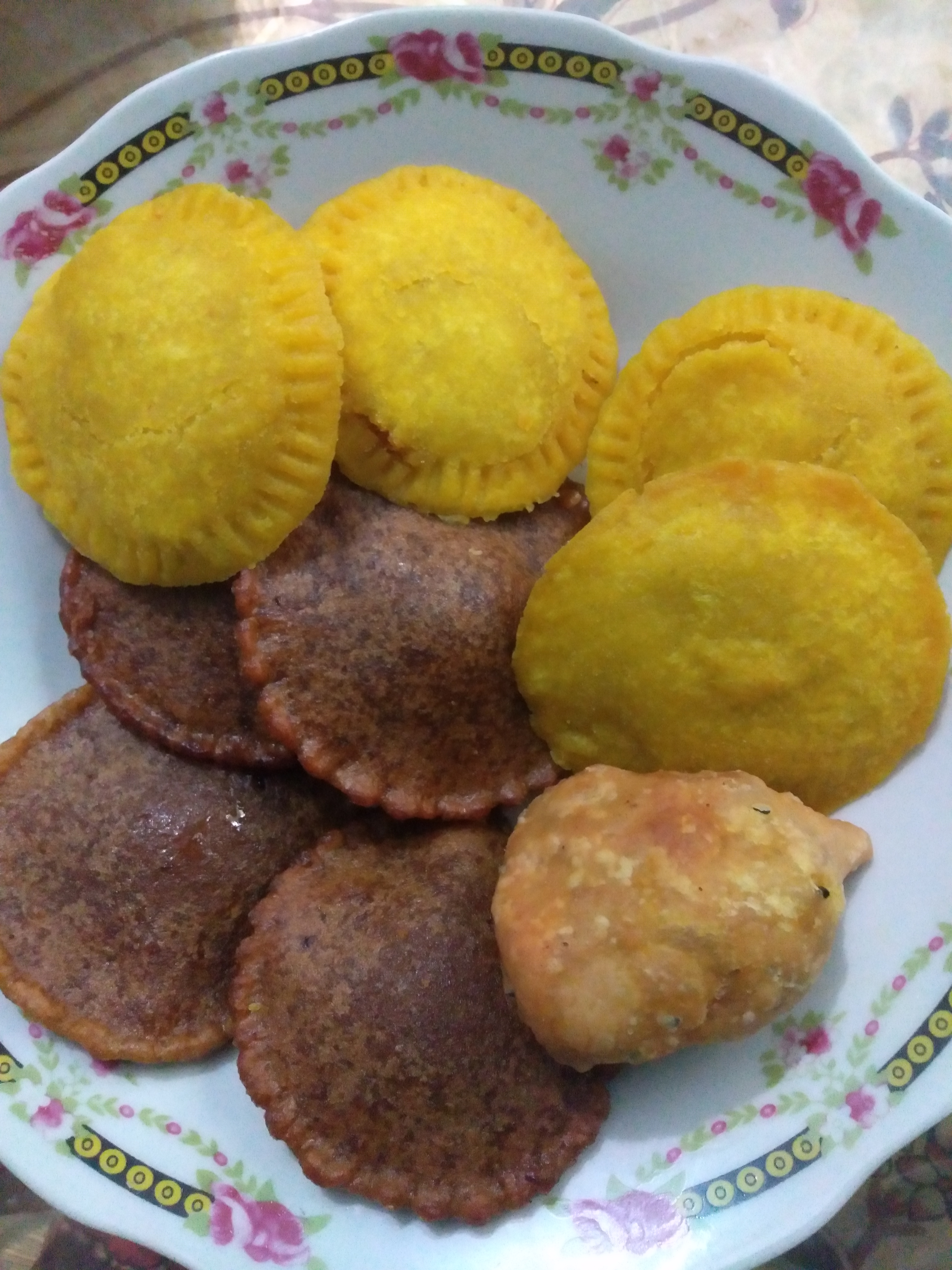
Хандеш виготовляють на Чаанд Раат для святкування наступного дня святкування Ід аль-Фітр у бенгальській культурі

Після того, як з'явився молодий місяць, оголошення робляться з мечетей, телевізійних каналів і радіостанцій. Свята починаються майже миттєво і тривають всю ніч до ранкової молитви Фаджр.
Цілими сім'ями вирушають на місцеві базари, ринки та торгові центри. Покупці зазвичай купують речі в останню хвилину для Ід, зазвичай це шальвари, браслети, прикраси, сумки та взуття. Для друзів приносять подарунки та солодощі, а для дітей — іграшки. Перукарні та салони краси також інтенсивно відвідуються ввечері, готуючись до наступного дня. Удома жінки та дівчата прикрашають руки мехенді. Люди також прикрашають свої оселі та починають готувати їжу до свята. Декоративні світильники встановлюють на ринках, а також в урядових будівлях, банках і мечетях. Чаанд Раат також дає можливість людям зустрітися з друзями та родиною.